# Тирновський патріархат
Ти́рновський патріарха́т (болг. Търновска патриаршия) — історична східно-православна автокефальна помісна церква, з якої бере свій початок незалежна Болгарська православна церква в період 1235—1393 рр.

## Історія
Після того, як болгарські брати Іван Асен I та Петро IV відновили Булгарську імперію в 1185 році, вони вжили заходів для відновлення автокефальної болгарської церкви. У результаті успішного повстання братів Петра IV та Івана Асена I у 1185/1186 рр. було закладено основи Другого Болгарського царства зі столицею Тирново. Дотримуючись принципу Бориса I, згідно з яким суверенітет держави нерозривно пов'язаний з автокефалією Церкви, обидва брати негайно вжили заходів для відновлення Болгарського патріархату. Спочатку вони заснували незалежну архиєпископію в Тирново в 1186 році. Боротьба за визнання архиєпископства згідно з канонічним порядком і зведення до рангу патріархату тривала майже 50 років.
Оскільки визнання незалежної церкви Вселенським патріархом було неможливим, болгари тимчасово уклали унію з Католицькою церквою до 1235 р., коли після церковного собору в Лампсаку Тирновський патріархат був визнаний незалежним патріархатом з центром у Тирново. Тоді головою церкви був Василь І (1186—1232).
Першим Тирновським патріархом, якого визнала Константинопольська церква, був Св. Йоаким I. Останнім патріархом, який проживав у Тарново, був Євфімій Торновський, якого відправили в заслання османи після захоплення болгарської столиці в 1393 році.
У 1394 р. Священний Синод Вселенського патріархату Константинополя дав дозвіл митрополиту Молдови Єремії «переїхати з Божою допомогою до святої Церкви Тирново і дозволити йому вільно і без обмежень виконувати все, що годиться прелату.» Приблизно в 1416 р. територія Тирновського патріархату була повністю підпорядкована Вселенському патріархату Константинополя.

## Болгарські патріархи Тирново
| Болгарські патріархи Тарново (1235—1393) |                 |                          |         |
| Патріарх                                 | Василь І        | 1186–1232                | Тирново |
| Патріарх                                 | Святий Йоаким I | 1235–1246                | Тирново |
| Патріарх                                 | Віссаріон       | прибл. 1246              | Тирново |
| Патріарх                                 | Василь II       | 1246– прибл. 1254        | Тирново |
| Патріарх                                 | Василь III      | прибл. 1254—1263         | Тирново |
| Патріарх                                 | Йоаким II       | 1263–1272                | Тирново |
| Патріарх                                 | Ігнатій         | 1272–1277                | Тирново |
| Патріарх                                 | Святий Макарій  | 1277–1284                | Тирново |
| Патріарх                                 | Йоаким III      | 1284–1300                | Тирново |
| Патріарх                                 | Доротей         | 1300– прибл. 1315        | Тирново |
| Патріарх                                 | Роман           | прибл. 1315– прибл. 1325 | Тирново |
| Патріарх                                 | Теодосій I      | прибл. 1325—1337         | Тирново |
| Патріарх                                 | Йоанікій I      | 1337– прибл. 1340        | Тирново |
| Патріарх                                 | Симеон          | прибл. 1341—1348         | Тирново |
| Патріарх                                 | Теодосій II     | 1348–1363                | Тирново |
| Патріарх                                 | Йоанікій II     | 1363–1375                | Тирново |
| Патріарх                                 | Святий Євтимій  | 1375–1393                | Тирново |